# Ra (musique)
Pour les articles homonymes, voir Ra.
 (mai 2021).
Si vous disposez d'ouvrages ou d'articles de référence ou si vous connaissez des sites web de qualité traitant du thème abordé ici, merci de compléter l'article en donnant les références utiles à sa vérifiabilité et en les liant à la section « Notes et références ».
En musique, le ra — de trois — est un triple coup de baguettes frappé sur un tambour, constitué d'un coup normal avec une double appoggiature réalisée de l'autre main.
La représentation écrite est la suivante : 
Il existe des ras de 3, de 4, de 5, de 7, de 9, de 11, de 13, de 15, de 17, de 33…
De nombreux morceaux pour le tambour — morceaux joués par les grenadiers de l'Empire, et qui ont favorisé le développement de cet instrument — reposent sur une série de "ra" de 5 alternés, d'un "ra" de 11, puis d'une série de "ra" de 3.